# Чжан Чжэндун
Чжан Чжэндун (кит. упр. 张呈栋, пиньинь Zhāng Chéngdòng; 9 февраля 1989 года, Баодин, Хэбэй, Китай) — китайский футболист, играющий за клуб «Хэбэй Чайна Фортун» и за сборную Китая. Играет на позиции полузащитника.

## Клубная карьера
Начал футбольную карьеру в академии клуба «Ляонин Хувин». Дебютировал за первую команду 21 мая 2006 года в матче против клуба «Шаньдун Лунэн». За «Ляонин Хувин» провёл 7 матчей.
В 2009 году перешёл в португальский клуб «Мафра», за который сыграл 29 матчей и забил 7 голов. 11 августа 2010 года перешёл на правах аренды в другой португальский клуб «Униан Лейрия», за который сыграл 14 матчей и забил 2 гола. 11 июля 2011 года перешёл на правах аренды в другой португальский клуб «Бейра-Мар», за этот клуб Жанг сыграл 26 матчей и забил 6 голов.
В августе 2012 года перешёл в клуб Второй Бундеслиги «Айнтрахт (Брауншвейг)» из Брауншвейга на правах аренды. Дебютировал 15 сентября 2012 года в матче против клуба «Ян».
22 июля 2013 года перешёл в клуб «Бэйцзин Гоань». Дебютировал 25 августа 2013 года в матче против клуба «Далянь Аэрбин». Забил первый гол 17 мая 2014 года в матче против клуба «Шанхай Шэньсинь» на 32-й минуте.
21 июля 2015 года перешёл на правах аренды в испанский клуб «Райо Вальекано», став первым китайцем в Примере.
12 января 2017 года перешёл в «Хэбэй Чайна Фортун» за 20,4 миллиона евро. Чжан стал самым дорогим местным футболистом в истории Китая. В составе нового клуба дебютировал 5 марта 2017 года в матче против «Хэнань Констракшн», который закончился вничью 0—0. Первый гол забил 29 апреля 2017 года в матче против «Тяньцзинь Тэда», в котором его команда одержала победу со счётом 4—0.

## Международная карьера
Дебютировал за сборную Китая 3 марта 2010 года в товарищеском матче против сборной Португалии.

## Статистика
| Сезон           | Клуб                           | Дивизион        | Лига  | Лига | Кубок | Кубок | Азия  | Азия | Всего | Всего |
| Сезон           | Клуб                           | Дивизион        | Матчи | Голы | Матчи | Голы  | Матчи | Голы | Матчи | Голы  |
| --------------- | ------------------------------ | --------------- | ----- | ---- | ----- | ----- | ----- | ---- | ----- | ----- |
| 2010/11         | Униан Лейрия (аренда)          | Лига Сагриш     | 14    | 2    | 2     | 0     | 0     | 0    | 16    | 2     |
| 2011/12         | Бейра-Мар (аренда)             | Лига Сагриш     | 26    | 6    | 0     | 0     | 0     | 0    | 26    | 6     |
| 2012/13         | Айнтрахт (Брауншвейг) (аренда) | Бундеслига 2    | 12    | 0    | 0     | 0     | 0     | 0    | 12    | 0     |
| 2013            | Бэйцзин Гоань                  | Суперлига       | 8     | 0    | 0     | 0     | 0     | 0    | 8     | 0     |
| 2014            | Бэйцзин Гоань                  | Суперлига       | 24    | 2    | 0     | 0     | 4     | 0    | 28    | 2     |
| 2015            | Бэйцзин Гоань                  | Суперлига       | 8     | 0    | 0     | 0     | 6     | 0    | 14    | 0     |
| 2015/16         | Райо Вальекано                 | Примера         | 0     | 0    | 0     | 0     | 0     | 0    | 0     | 0     |
| Всего в карьере | Всего в карьере                | Всего в карьере | 92    | 10   | 2     | 0     | 10    | 0    | 104   | 10    |

## Достижения
Командные
 «Бэйцзин Гоань»
- Чемпионат Китая по футболу : 2014

 «Айнтрахт (Брауншвейг)»
- Вторая Бундеслига : 2012/13